# Panzerregiment 18
Het Panzerregiment 18 was een Duits tankregiment van de Wehrmacht tijdens de Tweede Wereldoorlog.

## Krijgsgeschiedenis

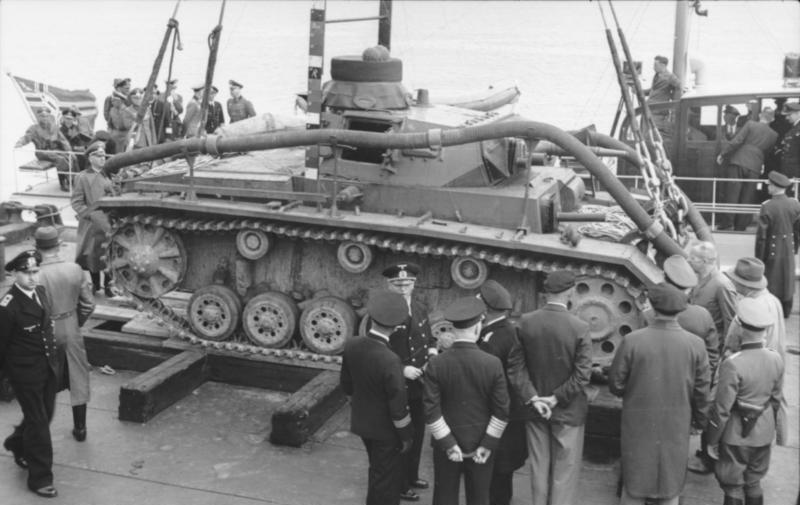
Tauchpanzer III tijdens een oefening

Panzerregiment 18 werd opgericht op 6 december 1940 in Wehrkreis V. De Pz.Abt. A werd omgedoopt tot I. Abteilung en Pz.Abt. B tot II. Abteilung.
Het regiment maakte bij oprichting deel uit van de 18e Pantserdivisie en bleef dat gedurende zijn hele bestaan.
De Pz.Abt. A, B en D waren in de herfst van 1940 opgericht voor de invasie van Engeland (Operatie Seelöwe) en waren uitgerust met zogenaamde Tauchpanzer (Panzer III en IV die geschikt waren om tot maximaal 15 meter diep te waden).
Het regiment werd op 15 mei 1942 opgeheven. Staf werd deel van de Panzerbrigade 18, I. Abteilung ging naar Pz.Abt. 160, II. Abteilung naar Pz.Abt. 103, III. Abteilung vormde de zelfstandige Pz.Abt. 18 en bleef voorlopig bij de 18e Pantserdivisie.

## Samenstelling bij oprichting
- I. Abteilung met 4 compagnieën (1-3)
- II. Abteilung met 4 compagnieën (5-7)

## Wijzigingen in samenstelling
Op 1 maart 1941 werd II./Pz.Rgt. 28 overgenomen en omgedoopt tot III. Abteilung. Deze afdeling was de ex- Pz.Abt. D.

## Opmerkingen over schrijfwijze
- Abteilung is in dit geval in het Nederlands een tankbataljon.
- II./Pz.Rgt. 18 = het 2e Tankbataljon van Panzerregiment 18

## Commandanten
| Rang                                         | Naam                        | Begin              | Eind               |
| -------------------------------------------- | --------------------------- | ------------------ | ------------------ |
| Oberstleutnant                               | Eduard Hauser               | 6 december 1940    | 24 juni 1941       |
| Oberstleutnant                               | Manfred Graf von Strachwitz | 24 juni 1941       | juni/juli 1941     |
| Hauptman i.G.                                | Joachim Haberland           | juni/juli 1941     | 3 juli 1941        |
| Hauptmann                                    | Eitel-Friedrich Binder      | 3 juli 1941        | juli/augustus 1941 |
| Oberstleutnant                               | Eduard Hauser               | juli/augustus 1941 | augustus 1941      |
| Oberstleutnant                               | Erich Mielke                | augustus 1941      | 19 augustus 1941   |
| Oberstleutnant Oberst (vanaf 1 oktober 1941) | Heinrich Friedrich Gabler   | 19 augustus 1941   | 26 maart 1942      |
| Oberstleutnant                               | Manfred Graf von Strachwitz | 26 maart 1942      | 4 april 1942       |

Panzerregiment 1 · Panzerregiment 2 · Panzerregiment 3 · Panzerregiment 4 · Panzerregiment 5 · Panzerregiment 6 · Panzerregiment 7 · Panzerregiment 8 · Panzerregiment 9 · Panzerregiment 10 · Panzerregiment 11 · Panzerregiment 15 · Panzerregiment 16 · Panzerregiment 17 · Panzerregiment 18 · Panzerregiment 21 · Panzerregiment 22 · Panzerregiment 23 · Panzerregiment 24 · Panzerregiment 25 · Panzerregiment 26 · Panzerregiment 27 · Panzerregiment 28 · Panzerregiment 29 · Panzerregiment 31 · Panzerregiment 33  · Panzerregiment 35 · Panzerregiment 36 · Panzerregiment 39 · Panzerregiment 69 · Panzerregiment 80 · Panzerregiment 100 · Panzerregiment 101 · Panzerregiment 102 · Panzerregiment 116 · Panzerregiment 118 · Panzer-Lehr-Regiment 130 · Panzerregiment 201 · Panzerregiment 202 · Panzerregiment 203 · Panzerregiment 204 · Schweres Panzer-Regiment Bäke · Panzerregiment Brandenburg · Panzerregiment Coburg · Panzerregiment Feldherrnhalle · Panzerregiment Feldherrnhalle 2 · Panzerregiment Hermann Göring · Panzerregiment Großdeutschland · Panzerregiment Kurmark · Panzerregiment von Lauchert · Panzerregiment Major Rettemeier · Fallschirm-Panzerregiment 1 · Fallschirm-Panzerregiment 21 · SS-Panzerregiment 1 LSSAH · SS-Panzerregiment 2 · SS-Panzerregiment 3 · SS-Panzerregiment 5 · SS-Panzerregiment 9 · SS-Panzerregiment 10 · SS-Panzerregiment 11 · SS-Panzerregiment 12